# Ivan Čupić
Ivan Čupić (Metković, 1986. március 27. –) olimpiai bronzérmes horvát válogatott kézilabdázó. Jelenleg a horvát PPD Zagreb játékosa. Posztját tekintve jobbszélső.

## Pályafutása
Pályafutását szülővárosa csapatában az RK Metković együttesében kezdte. 2005-ben az RK Zagrebbe igazolt és két szezont töltött itt. A 2007/2008-as idényben a spanyol Octavio Vigo, majd 2008 és 2010 között a szlovén RK Gorenje Velenje játékosa lett. 2010-ben Németországba szerződött és két éven át a Rhein-Neckar Löwen csapatát erősítette. Játszott négy szezont Lengyelországban, a Vive Kielce csapatában, utolsó ott töltött évében tagja volt a Bajnokok ligája győztes csapatnak. Čupićot 2018-ig kötötte szerződés a lengyel csapathoz, 2016-ban a macedón RK Vardar Szkopje mégis szerződtetni tudta, négy évre írt alá új csapatához. A Vardarral első ott töltött évében megnyerte a Bajnokok Ligáját, 2019-ben pedig újabb elsőséget szerzett a legrangosabb európai kupasorozatban. 2021-ben igazolt a horvát bajnok PPD Zagreb csapatához.
A horvát válogatottban 2008-ban mutatkozhatott be. A 2009-es világbajnokságon, a 2008-as illetve a 2010-es Európa-bajnokságon ezüstérmet szerzett.
A 2008. évi pekingi olimpia kezdete előtt nem sokkal súlyos sérülést szenvedett. A nemzeti együttes edzőtáborában megbotlott, a jegygyűrűje beakadt a drótkerítésbe, és szinte letépte bal kezének gyűrűsujját. A baleset következtében a ujj kétharmadát sürgősségi beavatkozással kellett csonkolni. Emiatt nem is tudott részt venni az ötkarikás játékokon. Így első olimpiája a 2012-es londoni olimpia volt, ahol bronzérmes lett, és az All-star csapatba is beválasztották. Játszott a 2016-os rioi olimpián 5. helyet elérő horvát válogatottban is. A 2018-as Európa-bajnokság után a válogatott szerepléstől visszavonult.

## Sikerei

### Válogatottban
- Olimpia bronzérmese: 2012
- Világbajnokság: 
  - 2. hely: 2009
  - 3. hely: 2013
- Európa-bajnokság
  - 2. hely: 2008, 2010
  - 3. hely: 2012, 2016

### Klubcsapatban
- Horvát bajnok: (2006, 2007)
- Horvát-kupagyőztes: (2006, 2007)
- Szlovén bajnokság:
- 1. hely: (2009)
- 2. hely: (2010)
- Lengyel bajnokság győztese: 2013, 2014, 2015, 2016
- Macedón bajnokság győztese: 2017, 2018, 2019, 2021
- Bajnokok ligája-győztes: 2015–16, 2016–17, 2018–19
- SEHA-liga-győztes: 2017, 2018, 2019

### Egyéni
- A 2009-es világbajnokságon és a 2012-es olimpián beválasztották az All Star csapatba.

## Külső hivatkozások
- Profil a horvát kézilabda-szövetség honlapján